# Adel Tawil
Adel Tawil (15 de agosto de 1978, Berlín, Alemania) es un músico alemán que se dio a conocer a través de las bandas The Boyz e Ich + Ich.

## Biografía

### Vida
Tawil es el primero de tres hijos de inmigrantes árabes en Alemania. Su padre Salah es de Egipto y su madre de Túnez. Tawil tiene un hermano menor llamado Hatern y una hermana menor llamada Rascha. Adel está actualmente comprometido con la actriz alemana Jasmin Weber.

### Música
A finales de la década de los 90 fue miembro del grupo The Boyz. En el 2004 formó junto con Annette Humpe el dueto Ich + Ich, que lanzó en 2005 su álbum debut con el mismo nombre y posteriormente en el 2007 su segundo el álbum Vom selben Stern. Tiempo después Tawil trabajó como artista independiente en el sencillo de Tobias Schenke Niemand hat gesagt. Junto con el rapero Azad grabó en el 2007 la canción Ich glaube an dich para la serie Prison Break, que directamente después de su lanzamiento llegó a la cima de las listas de música en Alemania. En el 2007 Tawil alcanzó en total 4 posiciones en el Top 10 (3 sencillos y un álbum), y desde el 2005 ha cantado cinco hits del mismo. Luego participó como cantante invitado en el álbum Genuine Horizon de Chris Zippel en la canción Again. Más tarde en el 2008 salió en el videoclip del sencillo Für das Volk interpretado por el cantante Tarééc y el rapero austriaco Chakuza. Tarééc había sido anteriormente miembro de la banda The Boyz igual que Tawil. En el 2009 grabó la canción Stadt con Cassandra Steen, la cual alcanzó puestos en los Top 10 de Alemania y Austria.

## Discografía

### Sencillos
| Año  | Título                                                          | Posiciones   | Posiciones | Posiciones |
| Año  | Título                                                          | Alemania     | Austria    | Suiza      |
| ---- | --------------------------------------------------------------- | ------------ | ---------- | ---------- |
| 2003 | Niemand hat gesagt (Tobias Schenke feat. Adel Tawil)            | 87           | −          | −          |
| 2007 | Prison Break Anthem (Ich glaub an Dich) (Azad feat. Adel Tawil) | 1 (1 semana) | 12         | 13         |
| 2009 | Stadt (Cassandra Steen feat. Adel Tawil)                        | 2            | 3          | 35         |

### Álbumes deIch + Ich
- 2005: Ich + Ich
- 2007: Vom selben Stern

Véase las posiciones en las listas: Álbumes de Ich + Ich

### Sencillos deIch + Ich
Del álbum Ich + Ich
- 2004: Geht’s dir schon besser?
- 2005: Du erinnerst mich an Liebe
- 2005: Dienen
- 2005: Umarme mich

Del álbum Vom selben Stern
- 2007: Vom selben Stern
- 2007: Stark
- 2008: So soll es bleiben
- 2008: Nichts Bringt Mich Runter
- 2008: Wenn Ich Tot Bin

Véase las posiciones en las listas: Sencillos de Ich + Ich